# Барыкин, Георгий Филиппович
Гео́ргий Фили́ппович Бары́кин (4 [17] февраля 1916, Ячменево, Пермская губерния — 4 июля 1944, Воротовский сельсовет, Минская область) — советский офицер-артиллерист, Герой Советского Союза (4.06.1944), участник Великой Отечественной войны, командир батареи 144-го истребительного противотанкового артиллерийского полка 4-й истребительной противотанковой артиллерийской бригады, капитан.

## Биография
Георгий Барыкин родился 4 (17) февраля 1916 года в деревне Ячменево Красномыльской волости Шадринского уезда Пермской губернии, ныне деревня входит в Шадринский муниципальный округ Курганской области. Отец крестьянин Филипп Алексеевич Барыкин. Русский.
Георгий Филиппович Барыкин окончил начальную школу в родной деревне, а затем школу-семилетку в селе Сухринское Сухринского сельсовета того же района. Работал в колхозе в деревне Боровой (в некоторых источниках — д. Буровая) Красномыльского сельсовета того же района; деревня Боровая была переименована 29 июля 1963 года в деревню Бармину Коврижского сельсовета, а 5 июня 1964 года — в деревню Полуденную; 30 марта 1976 года исключена как сселившаяся. Был избран секретарём комсомольской организации, которая считалась при нём одной из лучших в районе.
В Рабоче-крестьянскую Красную Армию призван Шадринским РВК Челябинской области в августе 1937 года. Окончил школу младших командиров, был командиром отделения, заместителем командира взвода. Позднее успешно окончил курсы младших лейтенантов, командовал артиллерийским расчётом. В 1941 году Барыкин окончил курсы усовершенствования командного состава.
В действующей армии с июня 1942 года. Воевал на Калининском, 2-м Белорусском и 1-м Прибалтийском фронтах. Командовал батареей в 144-м истребительном противотанковом артиллерийском полку. Девять раз был ранен. За мужество и отвагу в боях награждён орденом Красной Звезды.
Отличился в сентябре 1943 года в упорных боях за города Духовщина и Рудня Смоленской области. Его батарея 144-го истребительного противотанкового артиллерийского полка 4-й истребительной противотанковой артиллерийской бригады 39-й армии Калининского фронта действовала в боевых порядках наступающих подразделений, уничтожила шесть противотанковых орудий, пять пулемётных точек и много живой силы противника. Барыкин лично подбил штурмовое орудие.
Член ВКП(б) с 1944 года.
Указом Президиума Верховного Совета СССР от 4 июня 1944 года капитан Георгий Филиппович Барыкин за отражение танковой атаки гитлеровцев в бою под Духовщиной в сентябре 1943 года, нанесённый большой урон частям противника и проявленное при этом личное мужество был удостоен звания Героя Советского Союза с вручением ордена Ленина и медали «Золотая Звезда», однако получить награду не успел.
2 июня 1944 года 4-я отдельная истребительно-противотанковая артиллерийская бригада (4 оиптабр) вошла в состав 50-й армии. 2 июля 1944 года передовые части армии заняли город Червень Червенского района Минской области Белорусской ССР и продолжили наступление на Минск.
Георгий Филиппович Барыкин убит 4 июля 1944 года в рукопашной схватке при прорыве оборонительной линии немцев под с. Красный (Красино) Воротовского сельсовета (бел. Воратаўскі сельсавет) Смолевичского района Минской области Белорусской ССР, ныне населённый пункт не существует, входит в состав деревни Пекалин (бел. Пекалін) Пекалинского сельсовета Смолевичского района Минской области Республики Беларусь.
Похоронен в парке города Червень Минской области, могила № 89. В 1956 году на братской могиле, расположенной на гражданском кладбище города Червень по ул. Олега Кошевого, установлен мраморный памятник; там похоронено 5 человек: Барыкин, подполковник Рахматулин Миньяр Баталович (1899—4.7.1944), (генерал-)майор Флегонтов Алексей Канидьевич (1888—2.7.1944/11.3.1943), подполковник Шутов Егор Станиславович (1911—1.7.1944), рядовой Щелоков Иван Михайлович.

## Награды
- Медаль «Золотая Звезда» Героя Советского Союза, 4 июня 1944 года[3]
- Орден Ленина, 4 июня 1944 года
- Орден Отечественной войны I степени, 26 августа 1944 года, посмертно[4]
- Орден Красной Звезды, 20 сентября 1943 года[5]

## Память
- Одна из улиц города Червень Минской области носит имя Г. Ф. Барыкина.
- Улица в селе Коврига Шадринского муниципального округа Курганской области носит имя Г. Ф. Барыкина
- Мемориальная доска на МКОУ «Сухринская основная общеобразовательная школа», где он учился. Курганская область, Шадринский муниципальный округ, село Сухринское, ул. Школьная, 23 — 56°08′00″ с. ш. 63°22′18″ в. д.HGЯO